# Feber i blodet
Feber i blodet (originaltitel: Splendor in the Grass) är en amerikansk romantisk dramafilm från 1961 i regi av Elia Kazan. I filmen medverkar bland andra Natalie Wood, Pat Hingle, Barbara Loden, Zohra Lampert och Warren Beatty.

## Medverkande
| Natalie Wood     | – Wilma Dean Loomis    |
| Pat Hingle       | – Ace Stamper          |
| Audrey Christie  | – Mrs. Loomis          |
| Barbara Loden    | – Ginny Stamper        |
| Zohra Lampert    | – Angelina             |
| Warren Beatty    | – Bud Stamper          |
| Fred Stewart     | – Del Loomis           |
| Joanna Roos      | – Mrs. Stamper         |
| John McGovern    | – Doc Smiley           |
| Jan Norris       | – Juanita Howard       |
| Martine Bartlett | – Miss Metcalf         |
| Gary Lockwood    | – Allen 'Toots' Tuttle |
| Sandy Dennis     | – Kay                  |
| Crystal Field    | – Hazel                |
| Marla Adams      | – June                 |